# 513. pehotni polk (Wehrmacht)
Za druge 513. polke glejte 513. polk.
513. pehotni polk (izvirno nemško Infanterie-Regiment 513) je bil eden izmed pehotnih polkov v sestavi redne nemške kopenske vojske med drugo svetovno vojno.

## Zgodovina
Polk je bil ustanovljen 3. februarja 1940 kot polk 8. vala pri Döbelnu iz delov 52. in 192. pehotnega polka; polk je bil dodeljen 294. pehotni diviziji. 
23. oktobra 1940 je bil III. bataljon izvzet iz sestave in dodeljen 574. pehotnemu polku; bataljon je bil nadomeščen.
15. oktobra 1942 je bil polk preimenovan v 513. grenadirski polk.